# 385 Ilmatar
385 Ilmatar là một tiểu hành tinh lớn ở vành đai chính. Nó được xếp loại tiểu hành tinh kiểu S, có bề mặt sáng.
Tiểu hành tinh này do Max Wolf phát hiện ngày 1.3.1894, ở Heidelberg, và được đặt theo tên Ilmatar, nữ thần của Phần Lan.